# محمود کاشغری

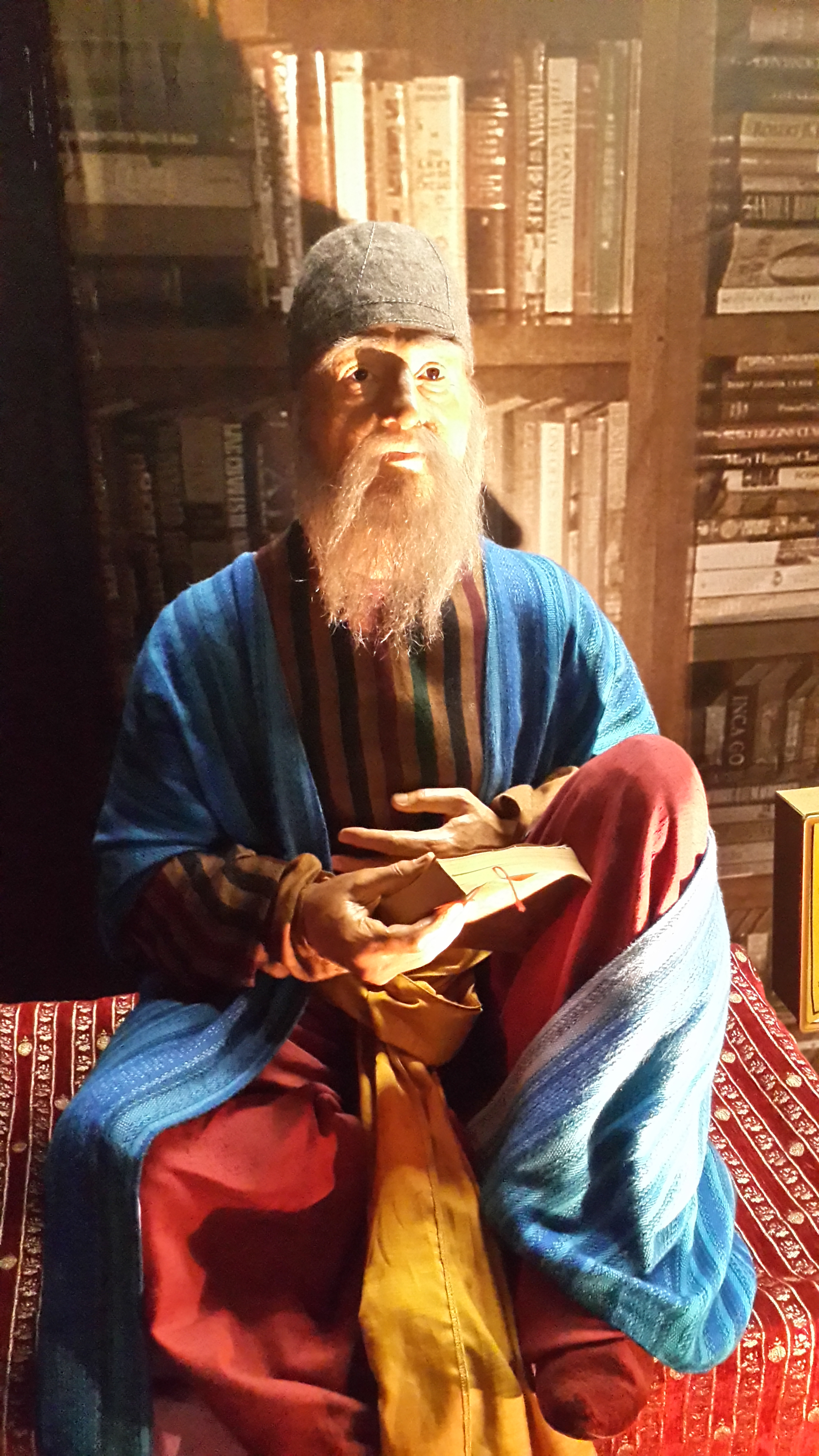

محمود بن حسین بن محمود بن یوسف کاشغری (۱۰۰۵ میلادی، ۱۱۰۲ میلادی) زبانشناس، محقق و گردآورنده کامل‌ترین فرهنگ واژگان تُرکی، کتاب دیوان لغات الترک می‌باشد.

## خاستگاه
محمود ابن حسین ابن محمد الکاشغری در اواخر قرن چهارم هجری (حدود ۳۸۰ هجری قمری) در شهر کاشغر، خانات قراخانیان (چین امروزی) به دنیا آمد. پدرش حسین ابن محمد نوه هارون ابن حسن بن سلیمان بن بوقراخان حاکم برسغان بوده است.

## خاندان و زاد و مرگ شیخ محمود کاشغری
اوملژان پرتساک Omeljan Pritsak نویسندهٔ مادهٔ قاراخانلیلار Karaxanlılar در «دائرةالمعارف اسلام»، دربارهٔ «محمودبن یوسف بغراخان» جد اعلای محمود کاشغری چنین می‌نویسد:
«محمودبن یوسف ملقب به قوام‌الدوله، خاقان بزرگی بود. تنها ۱۵ ماه (۴۴۸–۴۴۹) توانست حکومت کند و حکومت را به فرزند ارشدش حسین چاغری تگین وا سپرد. او، پدر محمود کاشغری، دانشمند زبان‌شناس آن روزگار بود»

## آثار
معروفترین آثار محمود کاشغری دیوان لغات الترک نام دارد. این کتاب شامل موضوعاتی در رابطه با تاریخ، فرهنگ و زبان یک قوم است که در آن بنا به فرهنگ مردمان ترک تبار، ارزش‌های اخلاقی، الگوی رفتاری، جهان‌بینی ملت‌های ترک‌تبار در قرن یازدهم میلادی را به تصویر کشیده است. از این کتاب تنها یک نسخه خطی یافت شده است که به سال ۶۶۴ ق از روی نسخه دستنویس خود کاشغری استنساخ شده است.

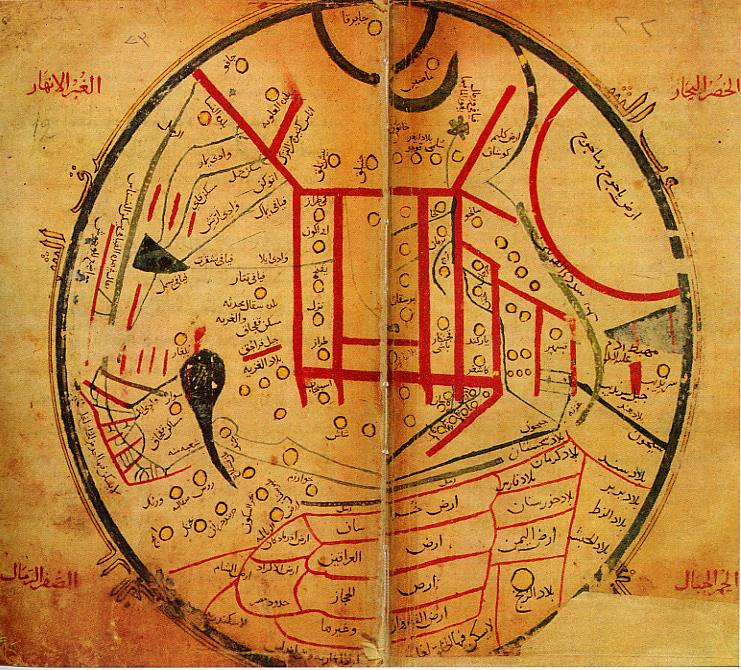
نقشهٔ جهان در دیوان کاشغری (تصویری دست‌ساز و واضح‌تر از نقشه در [//commons.wikimedia.org/wiki/File:Mahmud_al-Kashgari_map.jpg])